# Quim Junyent
Joaquim "Quim" Junyent Casanova (Balsareny, 25 de março de 2007) é um futebolista espanhol que atua como meio-campista. Atualmente, joga pelo Barcelona B.

## Carreira
Nascido em Balsareny, Junyent se juntou às categorias de base do Gimnàstic Manresa. Em 2016, ele se juntou às categorias de base do Barcelona, time da La Liga. Ele foi considerado um dos jogadores mais importantes do clube.

## Carreira internacional
Junyent respresentou a Espanha internacionalmente pelas seleções de base. Ele jogou pela Seleção Espanhola Sub-17 na Copa do Mundo FIFA Sub-17 de 2023.

## Vida pessoal
O pai de Junyent é jogador de xadrez.

## Títulos

### Espanha Sub-19
- Vice-campeão do Campeonato Europeu de Futebol Sub-19: 2025